# Кокуев, Рафаил Иванович
Рафаил Иванович Кокуев (1822, Орловская губ. — 12 марта 1879, Ярославль) — купец, ярославский городской голова в 1871—1874 годах.
В молодости занимался торговыми делами в Ярославле, Малоархангельске Орловской губ., Елатьме Тамбовской губ. К концу 1850-х гг. обосновался в Ярославле. Владелец самой роскошной во второй половине XIX века гостиницы в Ярославле, на Театральной площади (снесена в 1980 г.). Потомственный почетный гражданин, купец 2-й гильдии.
По Городовому положению, утвержденному в 1870 году, упразднялась сословная организация городского управления и учреждались всесословные городские думы и управы, которые избирались на четыре года и работали под председательством городского головы. Первая Ярославская городская дума начала работу 12 марта 1871 г. В ней преобладали представители купеческого сословия. Первым городским головой стал Рафаил Иванович Кокуев. Избран в 1871 году. В должности прослужил один срок (26.04.1871 — 02.05.1874).
В 1871 году дума смогла оказать материальную помощь учебным заведениям города — субсидировала приходское училище, женскую гимназию. Была оказана помощь Ольгинскому детскому приюту, располагавшемуся рядом с домом, где жил Кокуев. Городская дума боролась с эпидемическими заболеваниями и занималась их профилактикой. Бедным выдавались лекарства, производилась бесплатная дезинфекция жилищ, устраивались лазареты для больных. За четыре года улучшилось состояние городских улиц, сократилась площадь незамощенных дорог.
Жил с семейством в собственном доме на Воздвиженской ул., 19 (по соседству с более поздним, построенным дочерью Рафаила Кокуева Татьяной домом по нынешнему пр. Октября, 14).

## Семья
- Первая жена — ?
- Вторая жена — Анна Никитична Быкова.

Дети:
- Кокуев, Никита Рафаилович (р. 1848, Малоархангельск)
- Ермингельд (р. 1857, Елатьма), торговал фарфором в Ярославле.
- Татьяна (р. 1859, Ярославль)
- Рафаил (р. 1861, Ярославль), юрист, служил комиссаром по крестьянским делам в Везенберге Эстляндской губернии (Раквере в Эстонии), затем — в министерстве финансов.
- Мария (р. 1865, Париж)